# All Down the Line
Singles de The Rolling Stones
Tumbling Dice
(1972) Angie
(1973)
Singles des Rolling Stones (Années 2010)
Biggest Mistake
(2006) No Spare Parts
(2011)
Pistes de Exile on Main St.
Let It Loose
(15) Stop Breaking Down
(17)
All Down the Line est une chanson du groupe de rock britannique The Rolling Stones parue en 1972 dans l'album Exile on Main St.. Bien qu'à un moment donné, il aurait dû être le premier single de l'album, le morceau est finalement publié en face B du single Happy en 1972, puis celui de Plundered My Soul (qui n'apparait que sur la réédition de l'album) en 2010.

## Description
Écrite par Mick Jagger et Keith Richards, "All Down the Line" est une chanson rock électrique directe qui ouvre la face quatre d'Exile on Main St.. Une version acoustique de la chanson a été enregistrée en 1969 pendant les premières sessions de ce qui devenir Sticky Fingers. L'enregistrement a eu lieu à Nellcote, la villa louée de Keith Richards en France, et aux Sunset Sound Studios de Los Angeles.
Les Rolling Stones ont donné à une station de radio de Los Angeles une démo de "All Down the Line" à jouer pendant qu'ils conduisaient et l'ont écoutée à la radio,.
Après la sortie d'Exile sur Main St., Allen Klein a poursuivi les Rolling Stones pour rupture de règlement parce que All Down the Line et quatre autres chansons de l'album ont été composées alors que Jagger et Richards étaient sous contrat avec sa société, ABKCO. ABKCO a acquis les droits de publication des chansons, lui donnant une part des redevances d'Exile on Main St., et a pu publier un autre album de chansons des Rolling Stones précédemment publiées, More Hot Rocks (Big Hits & Fazed Cookies).

## Musiciens
- Mick Jagger: chant
- Keith Richards: guitare rythmique, chœurs
- Mick Taylor: guitare slide
- Bill Wyman: basse
- Charlie Watts: batterie
- Nicky Hopkins: piano
- Bobby Keys: saxophone
- Jim Price: trompette et trombone[3]
- Kathi McDonald: chœurs
- Bill Plummer: contrebasse
- Jimmy Miller: maracas

## Performances en concert
Les Rolling Stones ont interprété All Down the Line à chaque tournée de 1972 à 1981 et ont inclus la chanson à chaque tournée depuis la Voodoo Lounge Tour (1994-95).
Des performances en concert de juin 1972 et novembre 1981 ont été incluses dans les films de concert Ladies and Gentlemen: The Rolling Stones et Let's Spend the Night Together, respectivement. Une version live de la chanson de mai 1995 est apparue en tant que face B du single Like a Rolling Stone (Live) faisant la promotion de l'album Stripped. Une performance de 2006 a été enregistrée sur le film de concert Shine a Light et l'album de bande originale qui l'accompagne. Malgré la popularité de All Down the Line en tant que chanson live, il s'agissait de sa première apparition sur un album live officiel. Une performance de mars 2016 a été incluse en bonus sur Havana Moon, bien qu'elle n'apparaisse pas dans le film du même nom.